# Hugo Carpentier
Pour les articles homonymes, voir Carpentier.
Hugo Carpentier (né le 17 mars 1988 à Hull, Québec au Canada) est un joueur professionnel canadien de hockey sur glace.

## Carrière de joueur
Il fut repêché par les Flames de Calgary au terme d'une excellente deuxième saison dans la Ligue de hockey junior majeur du Québec en 2006. Il joua deux autres saisons avec les Huskies de Rouyn-Noranda avant de commencer sa carrière professionnelle lors de la saison 2008-2009.
Il passe trois saisons dans l'organisation des Flames de Calgary, évoluant avec les Flames de Quad City et le Heat d'Abbotsford de la Ligue américaine de hockey et avec les Wranglers de Las Vegas et les Grizzlies de l'Utah dans l'ECHL.
Le 18 juin 2011, il fut repêché en première ronde (premier au total) par les Marquis de Saguenay lors du repêchage de la Ligue nord-américaine de hockey. La journée même, il signe un contrat avec l'équipe.
Le 27 juin 2013 il signe une prolongation de contrat de deux saisons.

## Statistiques
| Saison    | Équipe                   | Ligue |                            | Saison régulière           | Saison régulière           | Saison régulière           | Saison régulière           | Saison régulière           |                            | Séries éliminatoires       | Séries éliminatoires       | Séries éliminatoires       | Séries éliminatoires | Séries éliminatoires |
| Saison    | Équipe                   | Ligue | PJ                         | B                          | A                          | Pts                        | Pun                        | PJ                         | B                          | A                          | Pts                        | Pun                        |                      |                      |
| 2004-2005 | Huskies de Rouyn-Noranda | LHJMQ | 49                         | 6                          | 9                          | 15                         | 32                         | 5                          | 0                          | 1                          | 1                          | 6                          |                      |                      |
| 2005-2006 | Huskies de Rouyn-Noranda | LHJMQ | 70                         | 31                         | 39                         | 70                         | 64                         | 5                          | 1                          | 2                          | 3                          | 4                          |                      |                      |
| 2006-2007 | Huskies de Rouyn-Noranda | LHJMQ | 69                         | 17                         | 37                         | 54                         | 86                         | 16                         | 0                          | 6                          | 6                          | 24                         |                      |                      |
| 2007-2008 | Huskies de Rouyn-Noranda | LHJMQ | 69                         | 27                         | 38                         | 65                         | 114                        | 17                         | 14                         | 8                          | 22                         | 20                         |                      |                      |
| 2008-2009 | Flames de Quad City      | LAH   | 17                         | 2                          | 2                          | 4                          | 8                          | -                          | -                          | -                          | -                          | -                          |                      |                      |
| 2008-2009 | Wranglers de Las Vegas   | ECHL  | 45                         | 9                          | 15                         | 24                         | 33                         | 8                          | 0                          | 3                          | 3                          | 0                          |                      |                      |
| 2009-2010 | Heat d'Abbotsford        | LAH   | 35                         | 0                          | 6                          | 6                          | 27                         | -                          | -                          | -                          | -                          | -                          |                      |                      |
| 2009-2010 | Grizzlies de l'Utah      | ECHL  | 24                         | 3                          | 6                          | 9                          | 38                         | -                          | -                          | -                          | -                          | -                          |                      |                      |
| 2010-2011 | Heat d'Abbotsford        | LAH   | 9                          | 1                          | 1                          | 2                          | 6                          | -                          | -                          | -                          | -                          | -                          |                      |                      |
| 2010-2011 | Grizzlies de l'Utah      | ECHL  | 51                         | 16                         | 21                         | 37                         | 70                         | 8                          | 2                          | 1                          | 3                          | 4                          |                      |                      |
| 2011-2012 | Marquis de Saguenay      | LNAH  | 48                         | 24                         | 35                         | 59                         | 61                         | 6                          | 1                          | 2                          | 3                          | 4                          |                      |                      |
| 2012-2013 | Marquis de Jonquière     | LNAH  | 32                         | 5                          | 11                         | 16                         | 30                         | 11                         | 5                          | 3                          | 8                          | 15                         |                      |                      |
| 2013-2014 | Marquis de Jonquière     | LNAH  | 40                         | 17                         | 25                         | 42                         | 42                         | 17                         | 10                         | 14                         | 24                         | 37                         |                      |                      |
| 2014-2015 | Marquis de Jonquière     | LNAH  | 22                         | 18                         | 14                         | 32                         | 24                         | 8                          | 5                          | 6                          | 11                         | 20                         |                      |                      |
| 2015-2016 | Marquis de Jonquière     | LNAH  | 39                         | 18                         | 29                         | 47                         | 51                         | 8                          | 2                          | 3                          | 5                          | 22                         |                      |                      |
| 2016-2017 | Marquis de Jonquière     | LNAH  | 38                         | 24                         | 31                         | 55                         | 28                         | 15                         | 8                          | 11                         | 19                         | 34                         |                      |                      |
| 2017-2018 | Marquis de Jonquière     | LNAH  | 30                         | 10                         | 32                         | 42                         | 43                         | -                          | -                          | -                          | -                          | -                          |                      |                      |
| 2018-2019 | Forestiers de Maniwaki   | LHSAO | Statistiques indisponibles | Statistiques indisponibles | Statistiques indisponibles | Statistiques indisponibles | Statistiques indisponibles | Statistiques indisponibles | Statistiques indisponibles | Statistiques indisponibles | Statistiques indisponibles | Statistiques indisponibles |                      |                      |
| 2018-2019 | BlackJacks de Berlin     | LNAH  | -                          | -                          | -                          | -                          | -                          | 3                          | 0                          | 3                          | 3                          | 6                          |                      |                      |
| 2019-2020 | Assurancia de Thetford   | LNAH  | 33                         | 16                         | 28                         | 44                         | 30                         | -                          | -                          | -                          | -                          | -                          |                      |                      |

### En équipe nationale
| Année | Équipe | Compétition                     |   | PJ | B | A | Pts | Pun         |  | Résultats |
| 2006  | Canada | Championnat du monde junior -18 | 7 | 0  | 0 | 0 | 4   | 4e position |  |           |

## Trophées et honneurs personnels
- Ligue nord-américaine de hockey
  - 2011-2012 : remporte le Trophée de la recrue offensive avec les Marquis de Saguenay.
  - 2012-2013 : remporte la Coupe Canam avec les Marquis de Jonquière.
  - 2013-2014 : remporte la Coupe Canam avec les Marquis de Jonquière.
  - 2016-2017 : remporte la Coupe Vertdure avec les Marquis de Jonquière.